# パッランツェーノ
パッランツェーノ（伊: Pallanzeno）は、イタリア共和国ピエモンテ州ヴェルバーノ・クジオ・オッソラ県にある、人口約1,100人の基礎自治体（コムーネ）。

## 地理

### 位置・広がり
| 隣接するコムーネは以下の通り。 - ベウラ＝カルデッツァ - ボルゴメッツァヴァッレ - カラスカ＝カスティリオーネ - ピエディムレーラ - ヴィッラドッソラ - ヴォゴーニャ |